# Demcsák Ottó
Demcsák Ottó (Nyíregyháza, 1959. szeptember 27.–) Harangozó Gyula-díjas magyar táncművész, koreográfus, rendező, a Sopron Balett vezetője, a Győri Balett örökös tagja.

## Életpályája
Nyíregyházán született, 1959. szeptember 27-én. Szülei Nyírkarászon voltak pedagógusok. Gyerekkorában lovagolt, focizott, és  a családban felmerült, hogy rokonuk Balczó András példáját követve öttusázó legyen. A televízióban hallotta a felvételi hirdetést, amelyre szülei támogatásával jelentkezett. Így 10 évesen a fővárosba került, sikeres felvételt nyert az Állami Balettintézetbe, ahol 1979-ben szerzett balettművész diplomát klasszikus balett szakon. Évfolyamtársaival együtt alapító tag, majd idővel vezető magántáncos lett a Markó Iván vezette Győri Balettnél, ahol számos főszerepet táncolt el. 1991-től volt a  társulat művészeti tanácsának tagja. Részt vett az együttes külföldi turnéin, a koreográfiai munkákban, illetve a későbbiekben balettmesterként is tevékenykedett. 25 évet  töltött a Győri Balettnél, amelynek örökös tagja. 2004-től szabadúszó művészként dolgozott. Több színház számára készített koreográfiákat, így többek között a Győri Nemzeti Színház, a győri Forrás Színházi Műhely, a budapesti Evangélium Színház, a tatabányai Jászai Mari Színház, a kecskeméti Kelemen László Kamaraszínház számára, de dolgozott határon túli magyar színházakban is így  Nagyváradon, Zentán és a Komáromi Jókai Színházban is. 2006-ban Bombicz Barbara magántáncossal Nyugat-Afrikában, Elefántcsontparton jártak, ahol balettiskola alapításán vettek részt és balett kurzust is tartottak. 2012-ben alakult meg művészeti vezetésével a Soproni Petőfi Színház tánctagozata. 2014-től alapítója, vezetője és koreográfusa a Sopron Balett együttesének.

## Könyve
- Demcsák Ottó: Napfordulók – A körbetáncolt Föld. Napló-töredékek a Győri Balett történetéből (1979–1991) (Parnasszus Kiadó, 2002) ISBN 9632048032

## Színpadi szerepeiből
- Markó Iván: Izzó planéták... A Nap
- Markó Iván: Memento... A halál angyala
- Markó Iván: Daphnis és Cloé... Daphnis
- Markó Iván: Az élet peremén... Az angyal
- Bombicz Barbara–Fomin–Kiss János–Demcsák Ottó: Gulliver úr utazásai...  Gulliver
- Peter Shaffer: Equus... Equus
- Bartók Béla: A csodálatos mandarin... Öreg gavallér

## Bemutatott művei
- Mikó F. László – Demcsák Ottó: Végtelen Európa (Barlangszínház, Soproni Petőfi Színház)
- Demcsák Ottó – Alekszej Batrakov – Rovó Péter: Táncrapszódia (Soproni Petőfi Színház)

## Koreográfiáiból
- Bornemisza Péter: Magyar Elektra (Evangélium Színház)
- Csokonai Vitéz Mihály: Karnyóné (Forrás Színházi Műhely)
- Mikszáth Kálmán – Varga Emese: A beszélő köntös (Komáromi Jókai Színház)
- Katona Imre: Csíksomlyói magyar passió (Soproni Petőfi Színház)
- William Shakespeare: Macbeth (Soproni Petőfi Színház)
- Carlo Goldoni: Két úr szolgája (Soproni Petőfi Színház)
- Ifj. Johann Strauss: Egy éj Velencében (Soproni Petőfi Színház)
- Ion Luca Caragiale: Az elveszett levél (Soproni Petőfi Színház)
- Mikó F. László – Demcsák Ottó: Végtelen Európa (Soproni Petőfi Színház)
- Arany János: Toldi (Soproni Kisszínház)
- Eisemann Mihály – Zágon István – Nóti Károly: Hippolyt, a lakáj (Soproni Petőfi Színház)
- Várkonyi Mátyás – Béres Attila: A bábjátékos (Soproni Petőfi Színház)
- Papp Gyula – Demjén Ferenc – Sárdy Barbara: Ármány & szerelem (Soproni Petőfi Színház)
- Szarka Gyula – Szálinger Balázs: Zenta, 1697 (Soproni Petőfi Színház)
- Kálmán Imre: Csárdáskirálynő (Soproni Petőfi Színház)
- Kálmán Imre:	A cigányprímás (Soproni Petőfi Színház)
- Lehár Ferenc: A víg özvegy (Soproni Petőfi Színház)
- Michael Ende:	A pokoli puncspancs (Soproni Petőfi Színház)
- Tor Åge Bringsvaerd – Papadimitriu Grigorisz:	A Hatalmas Színrabló (Soproni Petőfi Színház)
- Bonyár Judit – Hűvösvölgyi Péter – Demcsák Ottó:	A szép Cerceruska (Soproni Petőfi Színház)
- Lázár Ervin: A legkisebb boszorkány (Soproni Petőfi Színház)
- Weöres Sándor: A holdbeli csónakos (Soproni Petőfi Színház)
- Csukás István: Mirr-Murr, a kandúr (Jászai Mari Színház)
- Tamási Áron – Szarka Gyula: Ördögölő Józsiás (Zentai Kamaraszínház; Soproni Petőfi Színház)
- Petőfi Sándor: Tigris és hiéna  (Kelemen László Kamaraszínház, Soproni Petőfi Színház)
- Herkules meg a többiek (Soproni Petőfi Színház)

## Rendezéseiből
- Aczél Géza: Timúrra várva (Nagyváradi Színház)
- Alekszej Batrakov – Demcsák Ottó:	Stabat Mater (Soproni Petőfi Színház)
- Csillagok szárnyán (Soproni Petőfi Színház)
- Sopron Balett 10! (Soproni Petőfi Színház)
- Szarka Gyula – Szálinger Balázs – Demcsák Ottó: Álmos legendája (Soproni Petőfi Színház)
- Mikó F. László – Demcsák Ottó: Végtelen Európa (Soproni Petőfi Színház)
- Somogyváry Gyula – Szarka Gyula: És mégis élünk (Soproni Petőfi Színház)
- Varga Gábor – Nagy László – Alekszej Batrakov – Szarka Gyula – Németh Ervin – Demcsák Ottó: Porka havak (Soproni Petőfi Színház)

## Filmes és televíziós munkáiból
- Szamuráj (magyar balettfilm, 1980)

## Díjai, elismerései
- KISZ-díj
- Pro Urbe-díj (Győr)
- Az év táncosa díj (1988)
- Harangozó Gyula-díj (1993)
- A Magyar Köztársasági Érdemrend kiskeresztje (1998)